# ديانا ستيلاتو
ديانا ستيلاتو دوديك (من مواليد 22 يونيو 1983) هي لاعبة تزلج زوجي أمريكية مع شريكها ماكسيم ديشان حيث حصلت معه على الميدالية البرونزية قي بطولة القارات الأربع للتزلج على الجليد 2023 ، و الميدالية الذهبية في سباق الجائزة الكبرى الفرنسي 2022 ، والميدالية الفضية في بطولة سكيت أمريكا 2022 ، بطل كأس نبيلهورن 2022 ، والبطولة كندا الوطنية 2023

## حياتها الشخصية
ولد ديانا ستيلاتو في 22 يونيو 1983 في بارك ريدج ، إلينوي. وهي خبيرة تجميل مرخصة وخبيرة تجميل دائمة. عملت كمديرة لعلم الجمال في مركز جيلدنر في شيكاغو. تزوجت من المستشار مايكل دوديك عام 2013.